# Ala-Hyypiönjärvi
Ala-Hyypiönjärvi eller Hyypiönjärvi är en sjö i Finland. Den ligger i kommunen Kemijärvi i landskapet Lappland, i den norra delen av landet, 700 km norr om huvudstaden Helsingfors. Ala-Hyypiönjärvi ligger 206 meter över havet. Arean är 58 hektar och strandlinjen är 7,85 kilometer lång. Sjön  ingår i Kemi älvs huvudavrinningsområde.   
I övrigt finns följande i Ala-Hyypiönjärvi:
- Hautasaari (en ö)
- Kenttäsaari (en ö)